# Selección de béisbol de Chiriquí Occidente
La selección de béisbol de Chiriquí Occidente es el represente de la parte occidental de la provincia de Chiriquí en las diferentes categorías de los campeonatos nacionales organizados por la FEDEBEIS, incluyendo los populares Campeonato Nacional de Béisbol Mayor y Campeonato Nacional de Béisbol Juvenil. La selección es administrada por la Liga Provincial de Chiriquí Occidente.

## Historia
Inicialmente la selección estaba absorbida como parte de la selección de béisbol de Chiriquí. No fue hasta 1997 cuando las ligas distritales de Alanje, Barú y Renacimiento se separaron de la Liga Provincial de Chiriquí y conformaron la Liga Provincial de Chiriquí Occidente quién es hasta la fecha el ente administrador de la selección de Chiriquí Occidente.

## Estadio
La casa de la Ciudad de las Arenas, el estadio Glorias Deportivas Baruenses se ubica en el barrio Río Mar de Puerto Armuelles, en el distrito de Barú de la Provincia de Chiriquí. Fue inaugurado en 1994 y remodelado en el 2005 y el 2020; cuenta con capacidad actual para 4,000 espectadores.

## Rivalidades
- Chiriquí (popularmente conocido como el clásico federal[4] o el derbi del gana'o bravo[5])
- Panamá Metro
- Bocas del Toro
- Herrera
- Los Santos